# Marbella, un golpe de cinco estrellas
Marbella, un golpe de cinco estrellas es una película española de 1985 dirigida por Miguel Hermoso.

## Argumento
El comandante W.P. Anderson es expulsado de la Marina mercante por su afición a la bebida y se ve obligado a emigrar. Para ello elige un lugar lejano donde es refugio de jeques, millonarios y aventureros: Marbella (España).

## Reparto
| Actor                 | Personaje  |
| --------------------- | ---------- |
| Rod Taylor            | Comandante |
| Britt Ekland          | Deborah    |
| Fernando Fernán Gómez | Germán     |
| Francisco Rabal       | Juan       |
| Óscar Ladoire         | Mario      |
| Emma Suárez           | Miriam     |
| Sancho Gracia         | Vargas     |
| José Guardiola        | Patrick    |
| Miguel Rellán         | Gustavo    |
| Conrado San Martín    | Juez       |

- Datos: Q5995331